# Пелікан (герб)
Пелікан – шляхетський герб. За словами Юзефа Сжиманського, він вийшов з нобілітації.

## Опис герба
Опис згідно з класичними правилами блазонування:
У червоному полі звернена вліво срібний пелікан, що годує кров'ю з рваного грудей своїх пташенят. Клейнод – три пера страуса. Намет: червоний, підбитий сріблом.
Шиманський та Знамієровський малюють пелікана на гнізді. У Знамієровського птах повернений направо, а гніздо золото і плетене. Шиманський подає герб без кольорів, після попередніх авторів - Папроцького та Насецького. Юліуш Кароль Островський відрізняє версію з гніздом і присвоює їй ім'я Пелікан II. Описана реконструкція від Тадеуша Гайля підтримується Насецьким і Островським.

## Найбільш ранні згадки
Автори ранніх гербовників, крім Насецького, подають тільки легендарні витоки герба. Легенди розповідають про командира, який приніс себе в жертву для своїх лицарів, як пелікан для своїх дітей, або єпископ, який прибув з Швеції. Однак Островський, хоча і не називає точного початку герба, впевнений, що герб прийшов з-за кордону. Дата прибуття зазначена Юзефом Сжиманським на основі архівної роботи Барбари Трелінської. За його словами, герб Пелікан з'явився в Польщі внаслідок нобілітації Януша Імбрама 7 березня 1564, підтвердженої 14 квітня 1579.

## Етимологія
За словами Шиманського, Пелікан є ім'ям образним (промовистий герб).

## Носії
Список прізвищ, що є носієм герба з Гербовника польського Тадеуша Гайля. Це досі найбільш фантастичний список родів (49 прізвищ): Bohowityn, Bohowitynowicz, Chay, Elert, Ellert, Fabrycy, Foltański, Gatcuk, Gerlee, Hoffman, Hoffmann, Ilaszewicz, Illaszewicz, Imbra, Jachimowicz, Jagmin, Kocieł, Kociełł, Kociełło, Kocioł, Lakitycz, Lauda, Łabiński, Łahiński, Łakieński, Łakiński, Łakitycz, Łąkiński, Łoginowicz, Łohynowicz, Miciński, Micuński, Mieciński, Murza, Nankowski, Orwicz, Pelikan, Pilar, Pillar, Pizar, Proscewicz, Proszczewicz, Prościewicz, Rychter, Rychterski, Scholtz, Szybicki, Thugutt, Ugiański.